# Auslage (Boxen)

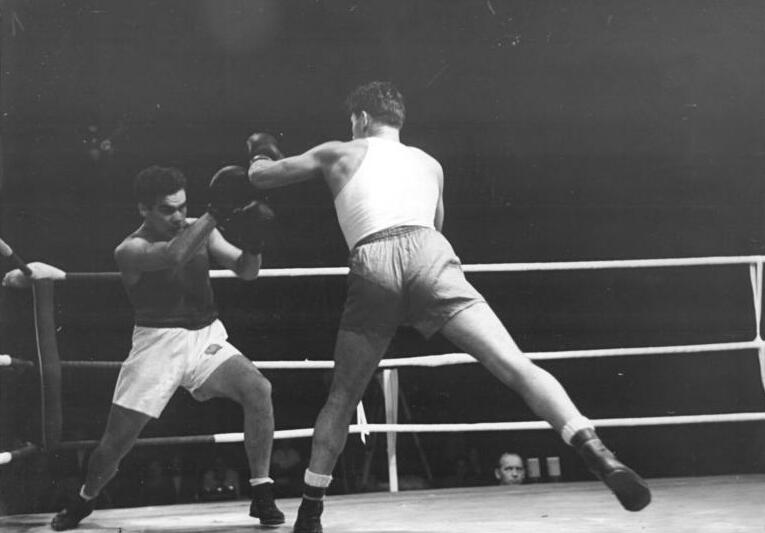
Linksauslage (Normalauslage)

Unter der Auslage versteht man beim Boxen die für einen Kämpfer zweckmäßige und vorteilhafte Ausgangslage beziehungsweise Richtung in der Grundstellung zum Gegner.
Die Boxer stehen einander versetzt, statt frontal gegenüber, wobei die dem Gegner nähere Hand als Führhand bezeichnet wird, die hinten liegende Hand entsprechend als Schlaghand. Da die meisten Menschen Rechtshänder sind, gilt die Linksauslage als normal, weshalb sie oft Normalauslage oder orthodox genannt wird. Bei ihnen stehen linkes Bein und linke Hand näher zum Gegner.
Dahingegen boxen Linkshänder in der Regel in der Rechtsauslage (englisch: Southpaw), sind also sogenannte Rechtsausleger. Früher wurden solche Boxer stark diskriminiert, daher boxten auch Linkshänder wie Jake LaMotta in der Normalauslage. Es gibt auch Rechtshänder, die in der Rechtsauslage boxen, beispielsweise Michael Moorer oder Markus Beyer. Dies entspricht nicht dem Standard und gilt somit als Vorteil.
Boxer, die die Auslage wechseln können, bezeichnet man als Switch Hitter. Ein Beispiel dafür ist James Toney.